# Barbara Górniak
Barbara Górniak (ur. 11 marca 1962) – polska artystka fotograf. Członkini Okręgu Dolnośląskiego Związku Polskich Artystów Fotografików. Członkini Grupy 999.

## Życiorys
Barbara Górniak jest absolwentką Uniwersytetu Zielonogórskiego (Wydział Artystyczny) oraz Wyższego Studium Fotografii AFA we Wrocławiu (2005). Związana z dolnośląskim środowiskiem fotograficznym – mieszka i pracuje we Wrocławiu. Miejsce szczególne w jej twórczości zajmuje fotografia abstrakcyjna, fotografia architektury, fotografia dokumentacyjna, fotografia krajobrazowa, fotografia krajoznawcza, fotografia martwej natury, fotografia mody, fotografia podróżnicza, fotografia portretowa, fotografia przyrodnicza, fotografia reklamowa oraz fotografia reportażowa. 
Barbara Górniak jest autorką oraz współautorką wielu wystaw fotograficznych – w Polsce i za granicą (m.in. w Belgii, Niemczech); indywidualnych i zbiorowych oraz poplenerowych. Jest autorką fotografii, publikowanych m.in. w albumach, katalogach, czasopismach. W 2009 roku została przyjęta w poczet członków rzeczywistych Okręgu Dolnośląskiego Związku Polskich Artystów Fotografików (legitymacja nr 1028). Od 2012 roku jest członkinią nieformalnej fotograficznej Grupy 999. 
Fotografie Barbary Górniak znajdują się w zbiorach Muzeum Sportu i Turystyki w Karpaczu.

## Odznaczenia
- Odznaka honorowa „Zasłużony dla Kultury Polskiej” (2017)[18]

## Wybrane wystawy indywidualne
- Zamki Dolnośląskie – Galeria Sztuki i Edukacji Estetycznej (Wrocław 2002)
- Zamki Dolnośląskie – Dolnośląskie Centrum Informacji Kulturalnej OKiS (Wrocław 2003)
- Zamki Dolnośląskie – Niemczański Ośrodek Kultury (Niemcza 2004)
- Zamki Dolnośląskie – Muzeum Sportu i Turystyki (Karpacz 2005)
- Złudzenia – Dolnośląskie Centrum Informacji Kulturalnej OKiS (Wrocław 2008)
- Złudzenia – Obornicki Ośrodek Kultury (Oborniki Śląskie 2009)
- Złudzenia – XIV LO (Wrocław 2009)
- Zamki Dolnośląskie – Galeria Przy Drodze (Karnków 2009)
- Złudzenia – Muzeum Papiernictwa (Duszniki Zdrój 2009)
- Złudzenia – Dzierżoniowski Ośrodek Kultury (Dzierżoniów 2010)
- Sztuka przetrwania – Galeria ZPAF Za szafą (Wrocław 2010)
- Kościoły Pokoju na Dolnym Śląsku – Hannover Congress Centrum (Hanower 2013)
- Kościoły Pokoju na Dolnym Śląsku – Konsulat Generalny RP (Hamburg 2013)
- Kościoły Pokoju na Dolnym Śląsku – Marienkirche Osnabrück (Niemcy 2013)
- Kościoły Pokoju na Dolnym Śląsku – Schloss Bückeburg (Niemcy 2013)
- Kościoły Pokoju na Dolnym Śląsku – Chapelle pour Europe (Bruksela 2013)
- Kościoły Pokoju na Dolnym Śląsku – Centrum Kultury Zamek (Wrocław 2014)
- Kościoły Pokoju na Dolnym Śląsku – Dom Edyty Stein (Wrocław 2015)
- Nokturny wrocławskie – Muzeum Sportu i Turystyki (Karpacz 2015)
- Nokturny wrocławskie – Książnica Karkonoska, Jelenia Góra (2016)
- Nokturny wrocławskie – Muzeum Miejskie Dom Gerharta Hauptmanna (Jagniątków 2016)
- Pustynia – Galeria Za szafą (Wrocław 2017);

Źródło

## Wybrane wystawy zbiorowe
- Wystawa zbiorowa członków z okazji 55-lecia DSAFiTA – Art Hotel (Wrocław 2002)
- Wystawa zbiorowa członków DSAFiTA – Dolnośląskie Centrum Informacji Kulturalnej OKiS (Wrocław 2004)
- Wystawa zbiorowa członków DSAFiTA – Muzeum Narodowe (Tajpej, Tajwan 2005)
- Dyplomy 2005 - Wyższe Studium Fotografii AFA we Wrocławiu – Galeria BWA Design (Wrocław 2005)
- Wystawa zbiorowa członków DSAFiTA – Dolnośląskie Centrum Informacji Kulturalnej OKiS (Wrocław 2006)
- Wystawa zbiorowa członków z okazji 60-lecia DSAFiTA – Muzeum Miejskie (Wrocław 2007)
- Wystawa zbiorowa członków DSAFiTA – Galeria Pisecka Brana (Hradczany, Praga, Czechy 2008)
- Foto 2009 – Wystawa Okręgu Dolnośląskiego Związku Polskich Artystów Fotografików (2009)
- Wobec miejsca i czasu… I – Wystawa Poplenerowa ZPAF – Galeria ZPAF Za szafą (Wrocław 2010)
- Wobec miejsca i czasu… II – Wystawa Poplenerowa ZPAF (Ratusz Wrocławski 2010)
- Trwałość i przetrwanie – Wystawa Okręgu Dolnośląskiego ZPAF – DCF Domek Romański (Wrocław 2010)
- Kształt teraźniejszości – Wystawa Okręgu Dolnośląskiego ZPAF (2012)
- Idea-Materia. Inny Potencjał Fotografii – Wystawa Okręgu Dolnośląskiego ZPAF (2014)

Źródło

## Projekty fotograficzne
- Zamki Dolnośląskie (2001)
- Rzeczywistość symboliczna (2005)
- Złudzenia (2008)
- Obecność (2009)
- Sztuka przetrwania (2010)
- Drzewo życia (2010)
- Znaki czasu (2010)
- Powrót Daisy (2012)
- Kształt teraźniejszości (2012)
- Dusze błądzące – Zamek Czocha (2013)
- Egzystencja (2013)
- Kościoły Pokoju na Dolnym Śląsku (2013)[9]
- Nokturny wrocławskie (2014)[8]
- Zakamarki historii – Zamek Międzylesie (2016)

Źródło